# Venelle
Die Venelle ist ein Fluss in Frankreich, der in den Regionen Grand Est und Bourgogne-Franche-Comté verläuft. Sie entspringt am Plateau von Langres, im Gemeindegebiet von Vaillant, entwässert generell in südlicher Richtung und mündet nach rund 33 Kilometern im Gemeindegebiet von Lux als linker Nebenfluss in die Tille. Auf seinem Weg durchquert die Venelle die Départements Haute-Marne und Côte-d’Or.

## Orte am Fluss
(Reihenfolge in Fließrichtung)
- Vaillant
- Vernois-lès-Vesvres
- Foncegrive
- Selongey
- Orville
- Véronnes
- Lux